# Gastridium ventricosum
Gastridium ventricosum é uma espécie de planta com flor pertencente à família Poaceae. 
A autoridade científica da espécie é (Gouan) Schinz & Thell., tendo sido publicada em Vierteljahrsschrift der Naturforschenden Gesellschaft in Zürich 58: 39. 1913.
O seu nome comum é gastrídio-bojudo.

## Portugal
Trata-se de uma espécie presente no território português, nomeadamente em Portugal Continental, no Arquipélago dos Açores e no Arquipélago da Madeira.
Em termos de naturalidade é nativa de Portugal Continental e do Arquipélago da Madeira, tendo sido introduzida no Arquipélago dos Açores.

## Proteção
Não se encontra protegida por legislação portuguesa ou da Comunidade Europeia.